# 2002年冬季奥林匹克运动会冰球比赛
冰球於盐湖城冬季奧運中共設有男女子兩個小項，賽事由2002年2月9日正式開始，於2月24日結束。

## 各項成績
| 項目             | 金牌   | 银牌 | 铜牌   |
| 男子冰球（詳細） | 加拿大 | 美国 | 俄罗斯 |
| 女子冰球（詳細） | 加拿大 | 美国 | 瑞典   |

## 外部連結
- Sports123（页面存档备份，存于）
- Sports123（页面存档备份，存于）